# Marcel Lehoux
Marcel Lehoux (ur. 3 kwietnia 1888 roku w Blois, zm. 19 lipca 1936 roku w Deauville) – francuski kierowca wyścigowy.

## Życiorys
W swojej karierze wyścigowej Lehoux poświęcił się głównie startom w wyścigach Grand Prix. W latach 1931-1932, 1935 Francuz był klasyfikowany w Mistrzostwach Europy AIACR. W pierwszym sezonie startów z dorobkiem 21 punktów uplasował się na 34 pozycji w klasyfikacji generalnej. Rok później jego dorobek punktowy wyniósł 21 punktów, co mu dało szesnaste miejsce w końcowej klasyfikacji kierowców. W sezonie 1935 poprawił swój rezultat z poprzednich lat. Uzbierane 32 punkty uplasowały go na czternastej pozycji.
Lehoux zmarł podczas wyścigu o Grand Prix Deauville 1936. W wyniku kolizji z Giuseppe Fariną, w jego samochodzie ERA wybuchł pożar. Kierowca zginął na miejscu.

## Wyniki

### Wyścigi Grand Prix
| Rok  | Grand Prix             | Tor        | Samochód        | Wyniki |
| ---- | ---------------------- | ---------- | --------------- | ------ |
| 1928 | Grand Prix Algierii    | Staouéli   | Bugatti Type 35 | Wyniki |
| 1928 | Grand Prix Tunisu      | Kartagina  | Bugatti Type 35 | Wyniki |
| 1929 | Grand Prix Algierii    | Staouéli   | Bugatti Type 35 | Wyniki |
| 1930 | Grand Prix Dieppe      | Dieppe     | Bugatti Type 35 | Wyniki |
| 1931 | Grand Prix Genewy      | Genewa     | Bugatti Type 51 | Wyniki |
| 1931 | Grand Prix de la Marne | Reims      | Bugatti Type 51 | Wyniki |
| 1932 | Grand Prix Casablanki  | Casablanca | Bugatti Type 54 | Wyniki |
| 1933 | Grand Prix Pau         | Pau        | Bugatti Type 51 | Wyniki |
| 1933 | Grand Prix Dieppe      | Dieppe     | Bugatti Type 51 | Wyniki |
| 1933 | Grand Prix Monzy       | Monza      | Bugatti Type 51 | Wyniki |